# Ле-Майи
Ле-Майи́ (фр. Les Maillys) — коммуна во Франции, находится в регионе Бургундия. Департамент коммуны — Кот-д’Ор. Входит в состав кантона Осон. Округ коммуны — Дижон.
Код INSEE коммуны — 21371.

## Население
Население коммуны на 2010 год составляло 830 человек.
| 1962 | 1968 | 1975 | 1982 | 1990 | 1999 | 2010 |
| ---- | ---- | ---- | ---- | ---- | ---- | ---- |
| 749  | 709  | 668  | 774  | 739  | 766  | 830  |

## Экономика
В 2010 году среди 512 человек трудоспособного возраста (15—64 лет) 390 были экономически активными, 122 — неактивными (показатель активности — 76,2 %, в 1999 году было 65,6 %). Из 390 активных жителей работали 358 человек (190 мужчин и 168 женщин), безработных было 32 (14 мужчин и 18 женщин). Среди 122 неактивных 48 человек были учениками или студентами, 41 — пенсионерами, 33 были неактивными по другим причинам.